# 惡性循環

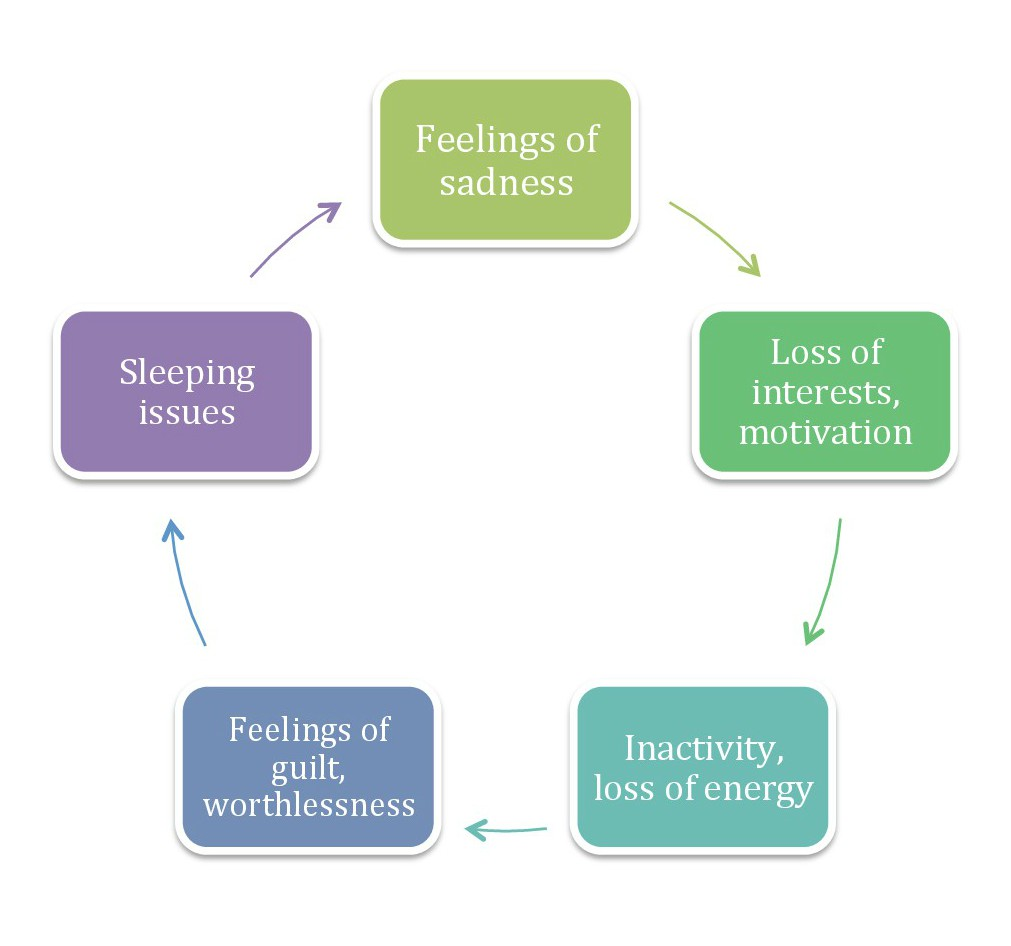
以恶性循环表示之抑郁

恶性循环（英語：vicious circle，或称循环）是指一系列复杂的事件链，这些事件通过反馈回路自我强化，并产生有害的结果。这是一个并未趋于均衡（社会、经济、生态等）趋势的系统，至少短期内如此。循环的每一次迭代都会强化前一次迭代，这便是正反馈的例子之一。恶性循环将沿着其动力方向持续下去，直到外部因素介入打破循环。经济学中一个众所周知的恶性循环例子是恶性通货膨胀。
当结果不是有害的而是有益的时候，则使用良性循环（英語：virtuous cycle）一词。

## 例举

### 次贷危机中的恶性循环

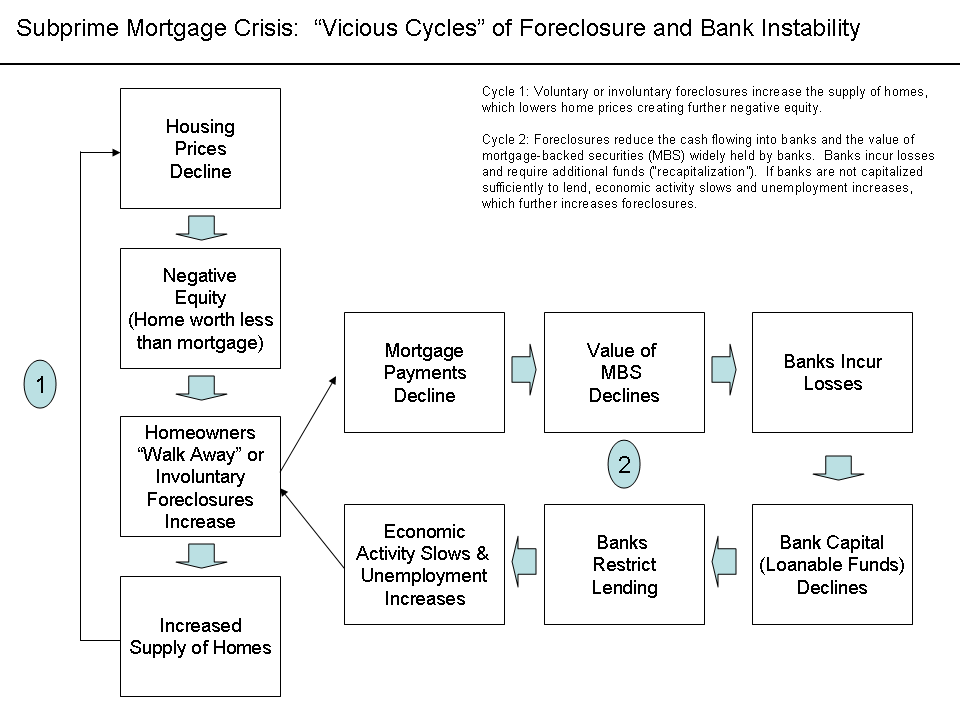
次贷危机中的恶性循环

当代的次贷危机是一组复杂的恶性循环，无论是在其起源还是在其多方面的影响中，最显著的是2000年代后期经济衰退。一个具体的例子是与住房相关的循环。随着房价下跌，越来越多的房主陷入“资不抵债”的境地，即房屋的市场价值低于其抵押贷款的价值。这为人们放弃房屋提供了动机，增加了违约和丧失抵押品赎回权的现象。这反过来又进一步降低了房屋价值，从而加强了循环。
丧失抵押品赎回权减少了流入银行的现金以及银行广泛持有的抵押贷款支持证券（MBS）的价值。银行遭受损失，需要额外的资金，也称为“资本重组”。如果银行没有足够的资本进行贷款，经济活动就会放缓，失业就会增加，这将进一步增加丧失抵押品赎回权的数量。经济学家魯里埃爾·魯比尼在2008年9月和10月接受查理·罗斯采访时讨论了住房和金融市场中的恶性循环。

### 生态良性循环
通过让所有利益相关者参与到生态地区的管理中，可以创造一个良性循环，在这个循环中，改善后的生态鼓励人们采取行动来维护和改善该地区。

### 其他
其他例子包括贫困循环、分成制和干旱加剧。2021年，奥地利总理亚历山大·沙伦贝格将COVID-19大流行中反复出现的封锁需求描述为一个恶性循环，只有通过法律规定的疫苗接种计划才能打破。

## 书目
- Schlesinger, L.; Heskett, J. . Sloan Management Review. 1991, 31: 17–28  [2024-10-16]. （原始内容存档于2025-01-25）.
- Rational Choice with Passion:Virtue in a Model of Rational Addiction – 作者在本文中使用亚里士多德式的“德性”作为激情和理性之间的中介，在与成瘾情况下决策相关的消费者行为理论的深奥部分构建效用/消费函数。
- 中国：对东亚的稳定或通缩影响？相互矛盾的德性问题 （页面存档备份，存于） – 作者在本文中使用“德性”来表示与长期区域增长和稳定相冲突的积极结果（国际收支盈余）。